# Amélie Dubouquet
Geneviève Dreyfus-Sée (ou Geneviève Sée), née Geneviève Émilie Bechmann le 3 avril 1904 à Paris et morte le 24 novembre 1997 dans la même ville,, est une pédagogue de l’éducation nouvelle, architecte, écrivain, historienne, illustratrice, documentariste, conférencière française. 
Plus connue sous le pseudonyme d'Amélie Dubouquet, elle écrit et illustre des ouvrages de pédagogie active, des récits autobiographiques et de la littérature enfantine. Très prolifique, elle signe « G. Dreyfus-Sée » ses écrits d'architecte, « Geneviève Sée » ses œuvres d'historienne de l’art, et « Geneviève D. Sée » ses livres sur la guerre de 1870.

## Biographie
Fille aînée de l'architecte Lucien Bechmann et de Germaine née Kapferer, elle sort classée première et Prix Levylier au concours d'admission en architecture aux Beaux-Arts de Paris en 1923 (ateliers Deglane, Nicod et Mathon). Elle deviendra architecte DPLG en 1934. En tant qu’architecte, elle a gravité dans les milieux proches du groupe Espace,, fondé en 1951 par André Bloc et Félix Del Marle, qui se concentre sur les principes de l’architecture constructiviste. 
En 1925, elle interrompt ses études pour épouser l’industriel Albert Dreyfus-Sée et s’installe à Valenciennes. Elle décide de ne pas scolariser leurs cinq enfants, mais aménage une « école » à la campagne, avec quelques animaux (« l’Arche de Noé »). Elle y développe une « pédagogie de l’objet » basée sur un empirisme spontané, où l’enfant finit par devenir l’éducateur d’un autre enfant.  
Elle présente ses livres d’apprentissage, signés « Amélie Dubouquet », à l’Exposition internationale de 1935 et obtient la reconnaissance immédiate de pionniers de l’éducation nouvelle : Célestin Freinet, Roger Cousinet,, le néerlandais Kees Boeke,,,, ainsi que du philosophe Emmanuel Mounier. Entre conférences et colloques sur les méthodes d’éducation active, elle est désormais un membre reconnu du mouvement de l'éducation nouvelle. Elle rendra compte des années de l’Arche de Noé dans son livre Inexpérience ou l’enfant éducateur, lequel entrera en résonance avec un large public. 
En juin 1940, elle s’enfuit en zone libre avec sa famille et trouve refuge en Dordogne, où elle devient cultivatrice. Au printemps 1944, Albert Dreyfus-Sée est fusillé par l’armée allemande dans une opération de représailles contre les Résistants. La famille est dispersée et cachée jusqu’à la fin de la guerre. Sa troisième fille, Jacqueline, atteinte d’un cancer, meurt en 1949. Ses livres, La Maison des collines et La Vie intérieure des enfants, évoquent ces drames familiaux. 
Après-guerre, sa tentative de reconstituer dans le Nord un village d’enfants déportés sur le modèle du village d'enfants Pestalozzi, à Trogen, la fait remarquer d’André Bloc, directeur de  L’Architecture d’aujourd’hui. De retour à Paris, elle écrit des articles et dirige des numéros spéciaux dans les revues d'architecture d'avant-garde tout en poursuivant ses recherches pédagogiques. Elle publie abondamment, en particulier dans L'École nouvelle française, revue fondée par Roger Cousinet, et développe des outils de pédagogie active, dont certains en braille. « Amélie Dubouquet » devient un nom familier de la littérature enfantine lorsqu'elle rejoint les collections du Père Castor.
Sa démarche de théoricienne de l'architecture se prolongera dans l’écriture de livres d’histoire de l’art sur les cités de l’Égypte antique et sur l’art roman. Elle écrit et réalise des documentaires autour des cathédrales. Ses dernières parutions littéraires traitent de l’histoire du siège de Paris et de l'invention de l’aéropostale, des histoires qui ont bercé son enfance.

## Citation
«Toute personne humaine, peut ressentir le choc de l'expérience intérieure qu'il s'agisse d'un choc moral, intellectuel, esthétique, religieux ou de tout autre domaine, et chacun peut, au-delà de l'insuffisante richesse du langage, communiquer cette expérience à autrui (...) »  

## Publications

### Sous le nom d'Amélie Dubouquet

#### Livres
- Cinquante petites histoires sur les tissus, illustrées par l'auteur et par Roland Bechmann, Imprimerie Dupuis-Lesne, 1933.
- Le Dictionnaire-aux-mille-images, dessins de l'auteur, éditions La Province, 1935. Réédition 1948[17] .
- Inexpérience ou L'Enfant éducateur, Victor Michon, 1946. Traduit en espagnol[18] . Réédition 1973[19] .
- Méthodes actives dans une classe d'enfants aveugles, avec Serge Guillemet, numéro spécial de L'École Nouvelle Française, 1957.
- Les cent problèmes du Petit Poucet, avec les schémas de Lucienne Félix, Albert Blanchard, 1959. Traduit en italien[20] , espagnol, serbe et adapté pour les amblyopes[21] .
- Tant de Soleil, ou la vie intérieure des enfants, avec Jacqueline Sée, éditions Emmanuel Vitte, 1959.
- L'Unité des mathématiques et leur enseignement, avec Lucienne Félix, éditions de l'École Nouvelle Française, 1961.
- Histoire de Monsieur Fève, le jardinier, illustrations Roland Bechmann, Presses d'Ile-de-France, 1962. Réédition 1967[22] .
- Histoire du Bébé Lion qui n’avait plus faim, illustrations de Gerda Muller, Le Père Castor-Flammarion, 1962, 1989[23] . Traduit en anglais[24] , allemand et italien.
- Histoire du Petit Chien qui sautait toujours dans les flaques, illustrations de Gerda Muller, Le Père Castor-Flammarion, 1962, 1990[25] . Traduit en anglais, allemand, italien, arabe et hébreu.
- La Maison des Collines, SERG, 1970. Réédition 1976[26] .
- Les petits hommes verts - les petits hommes rouges, illustrations de Maryse Graticola, Le Père Castor-Flammarion, 1977.
- Histoire des quarante jours (en italien), traduction Gabriella Armando, Armando Armando, Rome, 1973. Réédition 1980[27] .
- Gli animali di Noè, illustrations de C. Cerretti, Nuove Edizioni Romane, 1998.
- Histoire du Petit chien et autres histoires, poche Castor, Flammarion, réédition 1999. Traduit en italien[28].
- Histoire du petit singe ;  Histoire du bébé lion ; Histoire du bébé ours ; Histoire du petit chien - illustrations d'Annick Bougerolle, Le Père Castor-Flammarion, 1999, 1999, 2000, 2001.

#### Livres en braille
- Connaître les couleurs, revue Liaisons.
- Le dictionnaire-aux-mille-mots – La lumière par le livre. Chambey, 1948.
- Les quatre livrets d'exercices du dictionnaire aux-mille-mots, Chambey, 1958.
- Le petit livre des couleurs , « La lumière par le Livre », Chambey, 1959. Traduit en italien[29].
- Suite de monuments de I 'architecture grecque ancienne, (textes en braille et en noir pour animer les maquettes du sculpteur G. Gaeta), federazione Nazionale pro ciechi, Rome, 1959.

### Architecture

#### Livre
- La carrière de Lucien Bechmann, G. Dreyfus-Sée, SERG, 1969.

#### Numéros spéciaux
- L'enfance et l'Architecture, No 25, L'Architecture d'Aujourd'hui, 1949.
- Architecture industrielle, No 37, L'Architecture d'Aujourd'hui, 1951.
- L'utilisation des Musées à l'École active, No 4, éditions de l'École nouvelle française, 1951.
- Hommes en Vacances & Techniques de loisirs, No 115-116, éditions Hommes et Techniques, 1954.
- Architecture scolaire, No 33, éditions de l'École nouvelle française, 1955.
- Couleur, No 145-146, éditions Hommes et Techniques, 1958.
- L'Architecture & l'Industriel, No 211-212, éditions Hommes et Techniques, 1962.
- Réflexion sur l'Architecture des lycées agricoles, Cahiers de l'enfance, 1964.

### Histoire

#### Livres
- Sculpture, poésie et musique de la France médiévale, Geneviève Sée, avec la collaboration de Marguerite Desfarges, Régine Pernoud, Solange Corbin, photographies d'André Vigneau, SERG, 1971.
- Naissance de I 'urbanisme dans la vallée du Nil, Geneviève Sée, photographies de Jacques Marthelot, SERG, 1973.
- Grandes Villes de L'Égypte antique, Geneviève Sée, photographies de Jacques Marthelot, SERG, 1974.
- Aujourd'hui Paris - les 133 jours du Siège 1870-1871, par ceux qui les ont vécus, Geneviève D. Sée, éditions Les sept vents, 1987.
- Une guerre sans sépulture, Geneviève D. Sée, préface du général Copel, 1993. Inédit déposé à la BNF[30].
- L'oubli, Geneviève D. Sée, imprimerie Diazo, 1994. Inédit déposé à la BNF[30].

## Films
- Le retable de Carrière-Saint-Denis, O.R.T.F, 1952.
- Les anges de l’époque romane, O.R.T.F., 1953.
- Le Jugement dernier selon le tympan du portail occidental et la cathédrale d’Autun. Réalisé par Guy Perol, 1956.
- Le Jugement dernier selon le tympan du portail de Sainte-Foy de Conques. Texte publié par le Centre International des Études Romanes, 1974.

## Sources biographiques
- Fonds Amélie Dubouquet/Geneviève Dreyfus-Sée au centre de ressources du Musée national de l’éducation : livres, articles, inédits, correspondance, développements sur la « pédagogie de l’objet  »[31],[32].
- Fonds Lucien Bechmann au Centre d'archives d'architecture du XXe siècle.
- Bibliographie complète constituée par Eva Renz en marge de  son mémoire de maîtrise d’histoire de l’Art, Lucien Bechmann architecte 1880-1968, sous la direction du professeur Pierre Vaisse - Université de Nanterre Paris X, septembre 1991.
- « Geneviève Dreyfus-Sée » , par Marie-Laure Crosnier Leconte, Dictionnaire des élèves architectes de l’École des beaux-arts de Paris (1800-1968) - INHA[3].
- « Geneviève Sée » - Le Dictionnaire universel des créatrices , par Dorothée Lagard, sous la direction de Béatrice Didier, Antoinette Fouque et Mireille Calle-Gruber, Éditions des Femmes, 2013[33].
- Une femme à travers le XXe siècle -  Les sept vies de Geneviève Sée alias Amélie Dubouquet. Textes et dessins de Geneviève Sée, présentés par Dorothée Lagard, Les impliqués éditeur, juillet 2024.